# Clubul Atletic Timișoara
Clubul Atletic Timișoara, cunoscut sub numele de CA Timișoara sau simplu CAT, a fost un club românesc de fotbal din Timișoara. Echipa a fost fondată în 1902 sub numele de Temesvári Football Club, devenit între timp Temesvári Atletikai Club, când orașul se afla în Imperiul Austro-Ungar, iar după Primul Război Mondial a evoluat sub numele de CA Timișoara în competițiile din Regatul României. De-a lungul istoriei sale, Clubul Atletic Timișoara nu a jucat niciodată în prima ligă românească de fotbal, dar a ajuns de două ori în optimile de finală ale Cupei României. În 1936, CAT a fuzionat cu rivalii locali RGM Timișoara pentru a forma CAM Timișoara, iar clubul a fost dizolvat.

## Istoric
Clubul Atletic Timișoara s-a înființat la 26 aprilie 1902, în cartierul Iosefin din Timișoara, pe atunci parte a Imperiului Austro-Ungar, sub numele de Temesvári Football Club, la inițiativa unui grup de tineri conduși de dr. Péter Dobroszláv, într-una dintre sălile Casei de Raport a orașului, Palatul Elite. Culorile alese au fost alb și verde. Clubul avea 30 de membri și era condus de președintele dr. Adalbert Meskó, vicepreședintele Rudolf Trinksz și Viktor Kovács.
Primul meci a fost disputat la 20 august 1902, pe terenul de la Pădurea Verde, în fața a aproximativ 100 de spectatori, împotriva echipei Reuniunea de Sport Lugoj, scor 2–3 (0–2). Arbitrul partidei a fost președintele oaspeților, Hoos Ernest. După o lună, timișorenii au jucat împotriva echipei Club Atletic Arad, pierzând cu 2–5, iar în revanșa de la Arad scorul a fost 0–5 în favoarea gazdelor.
În primii ani de activitate, clubul de pe Bega evolua doar sporadic, neexistând alte echipe în oraș. Partidele se disputau împotriva formațiilor din Lugoj, Arad, Becicherecu Mare, Kikinda, Vârșeț sau Szeged.
În 1904 a fost inaugurat terenul primit de la primărie, situat între cartierele Cetate și Elisabetin, tribuna principală (construită mai târziu) fiind amplasată exact pe locul unde se află astăzi clădirea Facultății de Mecanică. Cu ocazia inaugurării, TFC a învins echipa ATE Arad cu scorul de 5–0.
Începând cu 1905, TFC, devenit între timp Temesvári Atletikai Club, a participat la campionatul Ungariei de Sud – Districtul Arad, iar în 1910 a câștigat campionatul acestei regiuni. În 1911, echipa îl avea în componență pe englezul Evans. În 1912, TAC a învins selecționata Serbiei atât la Timișoara, cât și la Belgrad, de fiecare dată cu scorul de 3–2. 
În sezonul 1912–13, TAC a câștigat din nou campionatul Ungariei de Sud – Districtul Arad, având următoarea echipă: Drexler – Löbl, Soma, Scholmanski, Aichiger, Rausberger – Franz, Bauer, Weinberger, Molnár II, Molnár I. În același an, clubul a disputat o partidă celebră împotriva echipei Oxford City, pierdută cu 3–1.
După Primul Război Mondial, în urma Tratatului de la Trianon, Timișoara a fost inclusă în Regatul României, iar CAT a participat regulat la Campionatul Districtual Timișoara, câștigând competiția în sezonul 1920–21, ocupând locul 2 în sezonul 1921–22, locul 4 în sezonul 1922–23, locul 3 în sezonul 1923–24 și din nou locul 2 în sezonul 1924–25.
La sfârșitul sezonului 1925–26, CA Timișoara a încheiat pe locul secund, ratând calificarea la turneul final al campionatului național în urma unui litigiu. CAT învinsese pe Chinezul Timișoara și acumulase 26 de puncte, având un avans de un punct față de rivala sa. Totuși, Chinezul a depus un protest, acuzând utilizarea a doi jucători presupus neeligibili de către CAT. Comisia a decis rejucarea meciului, programând partida într-o zi lucrătoare. CA Timișoara nu s-a prezentat, invocând faptul că jucătorii săi amatori nu puteau evolua în timpul săptămânii, iar victoria a fost acordată Chinezului.
În sezonul 1926–27, sub conducerea antrenorului austriac Tony Cargnelli, echipa a ocupat locul 5, acesta pregătind în paralel și Politehnica Timișoara. A urmat locul 6 în sezonul 1927–28, din nou locul 2 în sezonul 1928–29 și locul 4 în sezonul 1929–30. Din sezonul 1930–31, CA Timișoara a făcut parte din Campionatul Districtului Banat, care a fost inclus în nou-înființata Ligă de Vest, încheind pe locul 3, urmat de locul 6 în sezonul 1931–32.
În sezonul 1933–34, CA Timișoara a câștigat Liga de Vest, având în componență jucători precum Konrad – Havas, Zarkoczy – Iania, Kohn, Farago – Carabus, Korony, Possak, Molnár și Somogy. Echipa a jucat apoi un baraj pentru promovarea în Divizia A împotriva formației România Cluj, ocupanta locului 5 în Seria a II-a a Diviziei A. CAT a câștigat prima dublă manșă, 5–1 la Timișoara și 1–3 la Cluj, însă, în urma unor contestații, rezultatele au fost anulate, fiind programate alte două meciuri, încheiate cu 1–3 la Cluj și 1–1 la Timișoara. Tot în acel sezon, echipa timișoreană a ajuns până în optimile primei ediții a Cupei României, trecând de Sportul Studențesc cu un neverosimil 9–0 în șaisprezecimi, însă a fost eliminată de Universitatea Cluj, în fața căreia a pierdut cu 2–4.
Ulterior, clubul a participat la următoarele două ediții ale nou-înființatei Divizii B, terminând pe locul 6 în Seria a II-a în sezonul 1934–35. De asemenea, în același sezon, CA Timișoara a ajuns în optimile Cupei României, eliminând Crișana Oradea cu 2–0 în șaisprezecimi și pierzând apoi cu 0–1 în fața echipei Phoenix Baia Mare. În sezonul 1935–36, echipa a ocupat locul 7.
În vara anului 1936, Clubul Atletic Timișoara a fuzionat cu Reuniunea de Gimnastică a Muncitorilor Timișoara, un club înființat în 1911, formând astfel Clubul Atletic Muncitoresc Timișoara.
Printre jucătorii din perioada 1921–1936 s-au remarcat internaționali cunoscuți precum Francisc Zimmermann, Alexandru Kozovits, Iacob Holz, Adalbert Steiner și Ladislau Raffinsky.

## Palmares

### Ungaria
Campionatul Național II
- Campioană regională (1): 1912–13
- Vicecampioană regională (2): 1910–11, 1913–14

### România
Campionatul Regional – Liga de Vest
- Campioană regională (1): 1933–34

Campionatul Districtual
- Campioană districtuală (2): 1920–21, 1933–34
- Vicecampioană districtuală (4): 1921–22, 1924–25, 1925–26, 1928–29